# Stephen S. Oswald

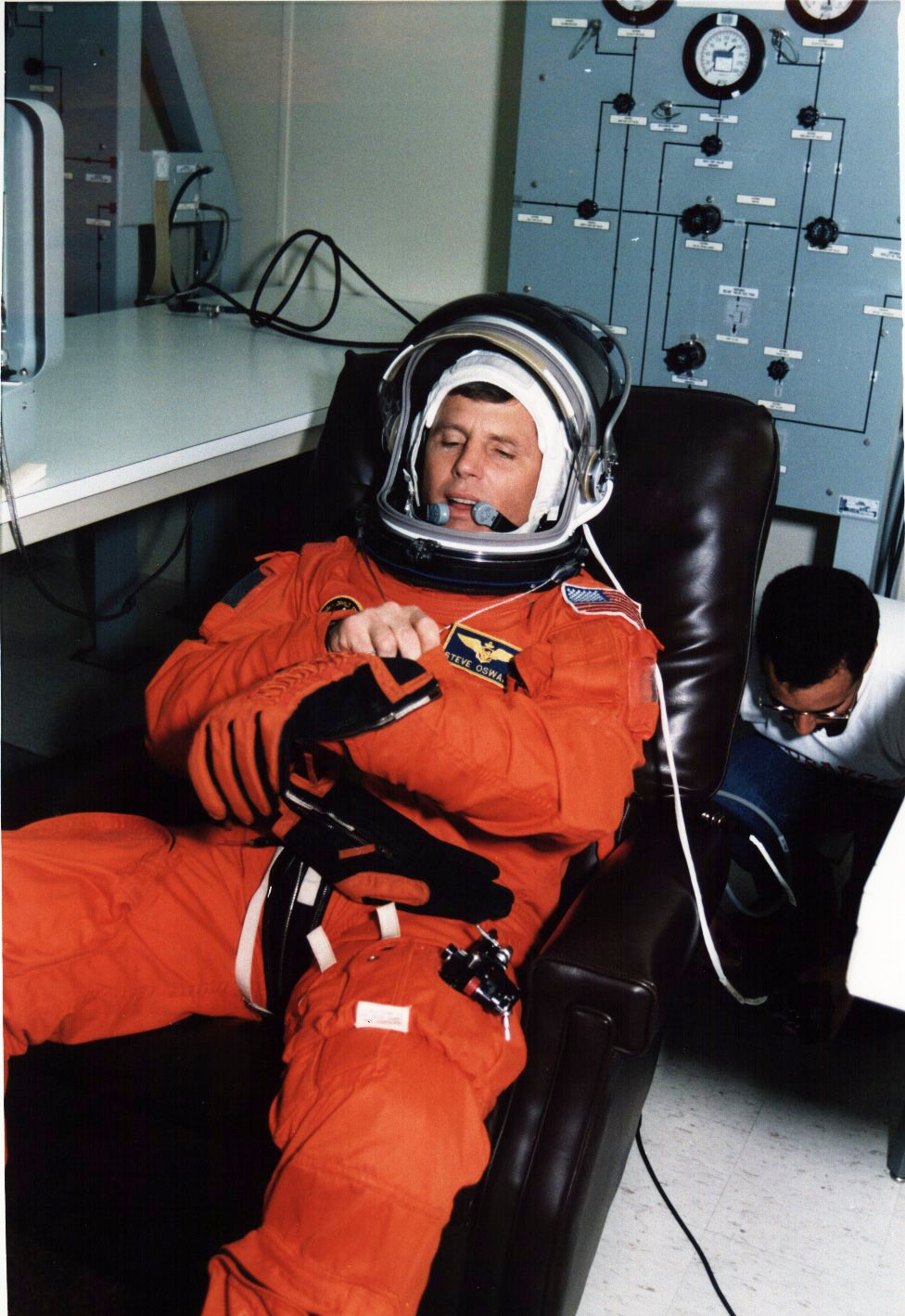
Oswald vor dem Start von STS-67

Stephen Scot Oswald (* 30. Juni 1951 in Seattle, Bundesstaat Washington, USA) ist ein ehemaliger US-amerikanischer Astronaut.
Oswald erhielt 1973 einen Bachelor in Luft- und Raumfahrttechnik von der United States Naval Academy.
Oswald ging 1973 zur United States Navy und war nach seiner Ausbildung zum Marineflieger von 1975 bis 1977 auf dem Flugzeugträger Midway stationiert. Anschließend wurde er zum Testpilot ausgebildet und bis 1981 als solcher eingesetzt. Als Pilotenausbilder und Katapultoffizier arbeitete er auf der Coral Sea. Danach schied er aus dem aktiven Dienst der Navy aus und wechselte als ziviler Testpilot zur Westinghouse Electric Corporation.

## Astronautentätigkeit
Im November 1984 kam Oswald als Pilotenausbilder und Luft- und Raumfahrtingenieur zur NASA. Nach einer vergeblichen Bewerbung für die zehnte Astronautengruppe wurde er im Juni 1985 als Astronautenanwärter mit der elften NASA-Gruppe ausgewählt. Er war Leiter der Abteilung Operations Development im Astronautenbüro und Assistant Director of Engineering am Johnson Space Center. Nach seinem dritten Weltraumflug wurde er Deputy Associate Administrator for Space Operations am NASA-Hauptquartier in Washington. Im Juli 1998 kehrte er in Astronautenbüro zurück. Im Januar 2000 schied er aus der NASA aus.

### STS-42
Am 22. Januar 1992 startete Oswald als Pilot der Discovery zum ersten Mal ins All. In der Nutzlastbucht des Space Shuttles befand sich das Mikrogravitationslabor IML-1. Das Spacelab-Modul enthielt Experimente, um die komplexen Effekte der Schwerelosigkeit auf lebende Organismen und andere Materialien zu erforschen. Um Experimente rund um die Uhr durchführen zu können, arbeitete die Besatzung im Schichtbetrieb. Oswald bildete zusammen mit den Astronauten Grabe, Thagard und Bondar das blaue Team, während Hilmers, Readdy und der Deutsche Ulf Merbold das rote Team bildeten.

### STS-56
Am 8. April 1993 startete Oswald als Pilot der Raumfähre Discovery ins All. Die neuntägige Mission mit der Bezeichnung ATLAS-2 (Atmospheric Laboratory for Applications and Science) erforschte die Zusammenhänge im Wechselspiel zwischen Sonne und Erdatmosphäre. Dabei wurde der  SPARTAN-Satellit, der die Sonnenkorona untersuchte, ausgesetzt und wieder eingefangen.

### STS-67
Auf seiner dritten Weltraummission flog Oswald am 2. März 1995 als Kommandant des Space Shuttles Endeavour ins All. Es war der zweite Flug des Astro-Observatoriums mit drei Ultra-Violett-Teleskopen an Bord. Der Flug dauerte über 16 Tage und endete mit der Landung am 18. März 1995 auf der Edwards Air Force Base in Kalifornien.

## Nach der NASA
Im Dezember 2001 wurde Oswald Space-Shuttle-Vizepräsident und Programmdirektor bei Boeing.

## Privates
Stephen Oswald hat drei Kinder aus erster Ehe. In zweiter Ehe ist er mit der Politikerin Mary Bono verheiratet.